# 아미두 살리푸
아미두 살리푸(영어: Amidu Salifu, 1992년 3월 8일 ~)는 가나의 축구 선수이다.